# Acid hidroxicinamic

Structura generală a unui acid 4(p)-hidroxicinamic

Acizii hidroxicinamici (hidroxicinamații) reprezintă o clasă de acizi carboxilici cu rest aromatic, de tipul fenilpropanoide, cu un schelet general de tipul C6–C3 (benzen și catenă de 3 atomi de carbon). După cum sugerează și numele, sunt derivați de acid cinamic.

## Exemple
- Acid cafeic
- Acid cicoric - diester cu acid tartric
- Acid clorogenic - ester cu acid chinic
- Acid cumaric: acid p-cumaric
- Acid ferulic
- Acid rozmarinic - ester
- Acid sinapinic